# Steinheim an der Murr
 (août 2025).
Si vous disposez d'ouvrages ou d'articles de référence ou si vous connaissez des sites web de qualité traitant du thème abordé ici, merci de compléter l'article en donnant les références utiles à sa vérifiabilité et en les liant à la section « Notes et références ».
Pour les articles homonymes, voir Steinheim.
Steinheim an der Murr est une ville allemande située dans l'arrondissement de Ludwigsbourg dans le land de Bade-Wurtemberg.
L'Homme de Steinheim, défini à partir d'un crâne humain fossile âgé de 250 000 ans (après Homo heidelbergensis et avant l'homme de Neandertal), y a été trouvé en 1933.

## Quartiers
La commune de Steinheim an der Murr est constituée des quartiers de Höpfigheim, Kleinbottwar et Steinheim.

## Personnalités liées à la ville
- Philipp Christoph Zeller (1808-1883), entomologiste né à Steinheim an der Murr.
- Eduard Zeller (1814-1908), historien né à Kleinbottwar

## Sources
1. ↑  [Schwartz & Tattersall] Jeffrey H. Schwartz et Ian Tattersall, The Human Fossil Records, vol. 2 : Craniodental Morphology of Genus Homo (Africa and Asia), éd. Wiley-Liss, 597 (présentation en ligne).
2. ↑  [Vandermeersch & Garralda 2011] (en) Bernard Vandermeersch et María Dolores Garralda, chap. 10 « Neanderthal geographical and chronological variations », dans Sylvana Condemi & Gerd-Christian Weniger, Continuity and Discontinuity in the Peopling of Europe : One hundred and fifty years of Neandertal study, vol. 1 (Annales du congrès international commémorant 150 ans de découverte de Néanderthal, 1856-2006, Bonn, 2006), Springer, coll. « Vertebrate Paleobiology and Paleoanthropology series », 2011, sur books.google.fr (lire en ligne), p. 117.

- (en) Cet article est partiellement ou en totalité issu de l’article de Wikipédia en anglais intitulé « Steinheim an der Murr » (voir la liste des auteurs).

## Compléments

### Iconographie
- Steinheim an der Murr sur Commons